# ماریا لاسیتسکنه
ماریا الکساندروونا لاسیتْسْکِنِه (لاسیتْسْکِنیِه) (روسی: Мария Александровна Ласицкене؛ زادهٔ ۱۴ ژانویهٔ ۱۹۹۳) ورزشکار دو و میدانی در رشتهٔ پرش ارتفاع اهل روسیه است. او از سال ۲۰۱۰ تاکنون در مسابقات کشوری و بین‌المللی، ازجمله در بازی‌های المپیک تابستانی جوانان ۲۰۱۰، مسابقات جهانی ۲۰۱۵، و ۲۰۱۷، برندهٔ چندین مدال طلا شده‌است. وی در ۶ ژوئیهٔ ۲۰۱۷ در شهر لوزان، در مسابقات لیگ الماس، به رکورد ۲٫۰۶ متر دست یافت.
نام او پیشتر ماریا کوچینا بود و بعد از ازدواج، نام خانوادگی‌اش به «لاسیتْسْکِنِه» تغییر یافت.

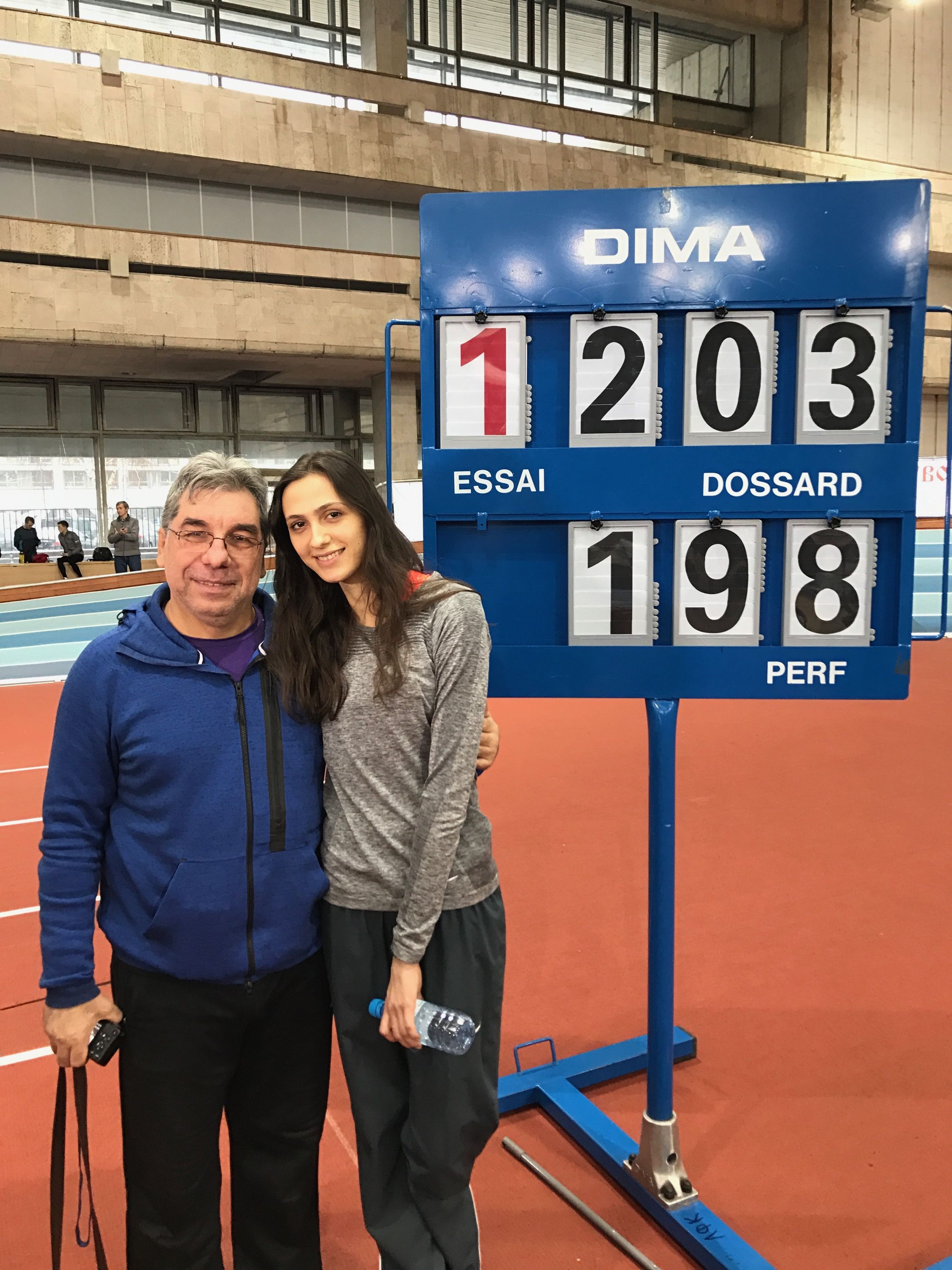
ماریا لاسیتسکنه و مربی شخصیِ او، گِنادی گابرلیان، در مسکو، ۲۱ فوریهٔ ۲۰۱۷